# Gumnaam
Gumnaam (übersetzt: namenlos, anonym) ist ein Bollywoodfilm aus dem Jahr 1965. Die Geschichte basiert auf Agatha Christies Bühnenstück Ten Little Indians bzw. der Geschichte Ten Little Niggers.

## Handlung
Der Film beginnt auf eine gute, altehrwürdige, von Kriminalität geprägte Art: In einer dunklen Nacht wird der wohlhabende Seth Sohanlal, der betrunken einen Nachtclub verlässt, von einem schnell fahrenden Auto überfahren. Seth Sohanlal stirbt genau dort auf dem Bürgersteig, und die Szene verlagert sich in einen heruntergekommenen Raum mit Blick auf den Nachtclub. Dieser Raum wird von Khanna (Hiralal) bewohnt, der einem unsichtbaren Mann, den er angeheuert hat, um Seth Sohanlal zu ermorden, ein großes Bündel Geldscheine gibt. Khanna macht sich dann daran, eine Reihe von Telefongesprächen zu führen – mit einem Arzt, dem er mitteilt, dass ein ärztliches Attest erstellt werden muss; an ein mysteriöses junges Mädchen, dem er sagt, dass das Testament an den „richtigen Ort“ geschickt werden muss; und zu einem anderen Mann, dem er sagt, dass das Testament ihn am nächsten Morgen erreichen wird – aber auf keinen Fall sieht das Publikum, mit wem Khanna spricht. Khanna ruft dann Seth Sohanlals Nichte Asha (Nanda) an und überbringt ihr die Nachricht vom Tod ihres Onkels. Eine am Boden zerstörte Asha bricht in lautes Schluchzen und Schreien aus, das noch verstärkt wird, als sie am anderen Ende der Leitung Schüsse hört. Eine weitere gesichtslose Gestalt in langem Mantel und Hut ist in Khannas Zimmer eingedrungen und hat ihn aus nächster Nähe erschossen. Khanna fällt tot um, sein Blut tropft seltsamerweise auf den Hörer des baumelnden Telefons.
Einige Tage später wird in einem Nachtclub bekannt gegeben, dass die sieben Gewinner einer „Glücksziehung“, die früher am Abend stattfand, eine zweiwöchige kostenlose Reise zu einem nicht näher genannten Ziel im Ausland gewonnen haben und in einem Charterflugzeug fliegen werden. Diese glücklichen Menschen sind Barrister Rakesh (Pran), Dharamdas (Dhumal), Kishan (Manmohan), Kitty Kelly (Helen), Dr. Acharya (Madan Puri), Madhusudan Sharma (Tarun Bose) und schließlich jemand, dem das Publikum begegnet ist früher, Asha, obwohl sie jetzt gelassener wirkt. Bald sitzen diese sieben Personen in ihrem Charterflugzeug auf dem Weg in den Auslandsurlaub, als der Pilot ihnen mitteilt, dass sie aufgrund technischer Probleme auf einer anonymen, abgelegenen Insel notlanden müssen. Der Pilot teilt den sieben Passagieren und dem einzigen Flugbegleiter an Bord, Anand (Manoj Kumar), außerdem mit, dass sie während der Reparaturarbeiten die Gegend der Insel erkunden können. Doch sobald Anand und die sieben Passagiere aus dem Flugzeug steigen, wirft der Pilot schockierenderweise ihre Taschen weg und das Flugzeug hebt ohne sie ab, sodass sie alle auf der Insel festsitzen. Zur gleichen Zeit beginnt eine mysteriöse, unsichtbare Frau auf der Insel ein unheimliches Lied zu singen, ohne dass die Frau jemals sichtbar ist. Die acht Personen folgen der Richtung der Frauenstimme und gelangen schließlich zu einem riesigen und gruseligen Herrenhaus. Das Herrenhaus scheint unbewohnt zu sein, bis auf einen komischen südindischen, in Lungis gekleideten Butler (Mehmood), der für das Herrenhaus verantwortlich ist und seltsamerweise die Ankunft der Schiffbrüchigen erwartet hat. Der Butler kennt auch jede dieser Personen mit Namen und hat einen Brief erhalten, in dem alle diese Personen außer Anand aufgeführt sind.
Außerdem entdecken alle, dass der Butler ein Tagebuch hat, das neben einer täglichen Spesenabrechnung auch eine an die gesamte Gruppe gerichtete Nachricht enthält, in der er jeden dieser Menschen beschuldigt, sich verschworen zu haben, Seth Sohanlal zu töten, und ein Todesurteil gegen sie verhängt. Es herrscht sofort Bestürzung, Unglaube und Angst um die Menschen, die nun mit ihrem eigenen Leben dafür bezahlen müssen, und die mysteriöse Frau beginnt erneut, das Lied zu singen. In dieser Nacht macht Anand einen Rundgang durch die Zimmer seiner Mitgäste und späht durch die Schlüssellöcher hinein – als er sieht, wie Rakesh sich in Kitty verliebt hat und mit ihr flirtet; Dr. Acharya hatte eine Flasche Gift mitgebracht; und Dharamdas hat einen furchterregend aussehenden Dolch mitgebracht – bevor Anand von Kishan bei seinen nächtlichen Spaziergängen überrascht wird, aber keiner sagt etwas zum anderen, während die mysteriösen Handlungen des Butlers auf die Anwesenheit einer unbekannten Person in der Villa hinweisen. Der nächste Tag vergeht ereignislos, aber beim Abendessen sind alle besorgt, da Kishan nirgends in der Villa zu finden ist. Nach dem Abendessen machen sich Anand und Asha gemeinsam auf die Suche nach Kishan durch die über die Insel verstreuten Ruinen, mit einer Fackel und auch einer Waffe, die Anand auf mysteriöse Weise mitgebracht hat, als die beiden schockiert sind, als sie auf den erstochenen Kishan stoßen. Anand entdeckt neben Kishans Leiche ein Stück einer halbgerauchten Zigarre sowie einen an die Gruppe adressierten Brief, in dem es heißt, dass Kishan der Fahrer des Autos war, das Seth Sohanlal überfahren hat, und dass er deshalb jetzt getötet wurde.
Gleichzeitig enthüllt Anand, dass der Dolch, mit dem Kishan ermordet wurde, kein anderer als der von Dharamdas war, was dazu führt, dass alle Dharamdas sofort in die Enge treiben und versuchen, ihn dazu zu bringen, den Mord an Kishan zu gestehen, doch Dharamdas beteuert seine Unschuld. Gleich am nächsten Abend wird die Unschuld von Dharamdas bewiesen, als Anand und Asha im Hof einer zerstörten Kirche über dessen erdrosselte Leiche stolpern und die mysteriöse Frau beginnt, eine weitere Strophe ihres gruseligen Liedes zu singen. Anand kommt zu dem Schluss, dass der Täter unter ihnen ist und es wird klar, dass alle mit Seth Sohanlal in Verbindung standen; Rakesh schrieb Seth Sohanlals Testament auf Khannas Befehl, während Kitty Seth Sohanlals Privatsekretärin war, die sein Testament auf Khannas Anweisung an Rakesh schickte, obwohl keiner vom anderen wusste. Am nächsten Tag bemerkt Anand, dass Rakesh eine Axt versteckt, und wird misstrauisch gegenüber seinen Absichten. In diesem Moment kommt Dr. Acharya und schreit, dass Sharma offenbar mit einer Axt getötet wurde, und neben seinem scheinbar toten Körper wird ein weiterer an die Gruppe adressierter Brief entdeckt. In dem Brief heißt es, dass Sharma Khannas Mitverschwörer bei der Ermordung von Seth Sohanlal war und deshalb nun auch getötet wurde. Jetzt sind nur noch drei Männer – Anand, Rakesh und Dr. Acharya – und zwei Frauen – Asha und Kitty – zusammen mit dem Butler am Leben und verängstigt auf der Insel.
In dieser Nacht konfrontiert Dr. Acharya den Butler, als dieser sich misstrauisch verhält, und erfährt sein Geheimnis, bevor es zu einer Rauferei zwischen den beiden kommt. In Anwesenheit von Asha und Kitty betritt ein erstochener Dr. Acharya das Esszimmer, sagt Anands Namen und stößt seinen letzten Atemzug aus. Anand beschuldigt Rakesh, Dr. Acharya ermordet zu haben, während Asha beginnt, ihren Glauben an Anand in Frage zu stellen. Am nächsten Tag geht Kitty alleine spazieren und wird von einem Seil erdrosselt. Rakesh und Asha, die nach Kitty gesucht haben, sind schockiert, als sie ihren Körper und Anands Hut daneben entdecken. Rakesh sieht, wie Anand vom Tatort wegläuft und beginnt, ihn zu verfolgen, verliert jedoch seinen Schwanz. In einem Anfall von Wut und Trauer versucht Rakesh, Asha mitten in der Nacht in der Villa zu vergewaltigen. Asha entkommt Rakesh, trifft ihn aber erneut, als Rakesh mit zwei Dolchen im Rücken tot zusammenbricht. Die Lichter der Villa gehen aus und zeigen damit an, dass der Mörder angekommen ist und Asha die nächste ist. Der Mörder nähert sich Asha und sie wird vor Angst bewusstlos, bevor der Mörder Asha in einen geheimen Raum trägt und sie wieder zu Bewusstsein bringt. Sharma, der Mörder, enthüllt Asha, dass er den Butler nur angeheuert hatte, um die notwendigen Vorkehrungen auf der Insel zu treffen, und dass er sich als einer der Schiffbrüchigen ausgab und Kishan und Dharamdas tötete. Dann überzeugte er Dr. Acharya, ihn unter dem Vorwand für tot zu erklären, dass es ihm bei der Untersuchung des Mörders helfen würde, und tötete später Dr. Acharya zusammen mit Kitty und Rakesh.
Zur gleichen Zeit erscheint Anand am Tatort und verrät, dass er in Wirklichkeit ein verdeckter Polizeiinspektor ist, der Sharma schnappen soll, einen entflohenen Sträfling, der mit bürgerlichem Namen Madanlal heißt. Madanlal enthüllt Anand und Asha, dass er, Khanna und Seth Sohanlal Partner beim Schmuggel waren, aber Khanna und Seth Sohanlal haben ihn verraten, nachdem er von der Polizei festgenommen wurde. Khanna ließ auch Seth Sohanlal töten, um an seinen Anteil an seinem Geld zu kommen, doch Madanlal entkam aus dem Gefängnis und ermordete Khanna. Dann sorgte er dafür, dass seine Ziele die Verlosung im Nachtclub „gewinnten“ und beschloss, die Reise auf sich zu nehmen, um auch Khannas verbleibende fünf Assistenten zu ermorden. Madanlal fesselt dann sowohl Anand als auch Asha und spielt mit ihnen das Spiel Russisches Roulette. Der Butler trifft jedoch heimlich ein und lässt Anand frei, der Madanlal angreift, als er Asha mit der einzigen Kugel erschießen will. Im folgenden Handgemenge entkommt Madanlal der Villa und rennt in Richtung Meeresküste, doch ein Flugzeug voller Polizisten landet auf der Insel und Madanlal wird wegen seiner Verbrechen verhaftet. Die „Geisterfrau“, die das bedrohliche Lied singt, entpuppt sich als die psychisch kranke Schwester des Butlers. Der Film endet damit, dass Anand, Asha, der Butler und seine Schwester die unglückselige Insel im Flugzeug verlassen.

## Musik
| Liedtitel                                  | Sänger                        |
| ------------------------------------------ | ----------------------------- |
| Jaan Pehechaan Ho                          | Mohammed Rafi                 |
| Gumnaam Hai Koi                            | Lata Mangeshkar               |
| Ek Ladki Hai Jisne Jeena Mushkil Kar Diya  | Mohammed Rafi                 |
| Jaane Chaman Shola Badan                   | Mohammed Rafi, Shraddha Sinha |
| Hum Kaale Hain To                          | Mohammed Rafi                 |
| Is Duniya Mein Jeena Ho To Sunlo Meri Baat | Lata Mangeshkar               |
| Peeke Hum Tum Jo                           | Asha Bhosle, Usha Mangeshkar  |

Das Lied  Jaan Pehechaan Ho  wird auch in dem US-amerikanischen Film Ghost World gespielt. Am Anfang des Films tanzt die Hauptdarstellerin Enid (Thora Birch) zu diesem Lied.

## Auszeichnungen
Filmfare Award 1966
- Filmfare Award/Bestes Szenenbild an S. S. Samel (Farbfilm)

Nominierungen
- Filmfare Award/Bester Nebendarsteller an Mehmood
- Filmfare Award/Beste Nebendarstellerin an Helen